# Трав
Трав (фр. Traves) — коммуна во Франции, находится в регионе Франш-Конте. Департамент — Верхняя Сона. Входит в состав кантона Се-сюр-Сон-э-Сент-Альбен. Округ коммуны — Везуль.
Код INSEE коммуны — 70504.

## География
Коммуна расположена приблизительно в 310 км к юго-востоку от Парижа, в 45 км севернее Безансона, в 14 км к западу от Везуля.
На севере коммуны протекает река Сона.

## Население
Население коммуны на 2010 год составляло 352 человека.
| 1962 | 1968 | 1975 | 1982 | 1990 | 1999 | 2010 |
| ---- | ---- | ---- | ---- | ---- | ---- | ---- |
| 332  | 363  | 345  | 395  | 367  | 354  | 352  |

## Экономика
В 2010 году среди 244 человек трудоспособного возраста (15—64 лет) 194 были экономически активными, 50 — неактивными (показатель активности — 79,5 %, в 1999 году было 70,3 %). Из 194 активных жителей работали 181 человек (101 мужчина и 80 женщин), безработных было 13 (3 мужчины и 10 женщин). Среди 50 неактивных 18 человек были учениками или студентами, 21 — пенсионерами, 11 были неактивными по другим причинам.

## Достопримечательности
- Церковь Усекновения главы Святого Иоанна Крестителя[фр.] (1746 год). Исторический памятник с 1998 года[7]
- Менгир в виде каменной плиты с отверстием (эпоха неолита). Исторический памятник с 1911 года[8]

## Фотогалерея

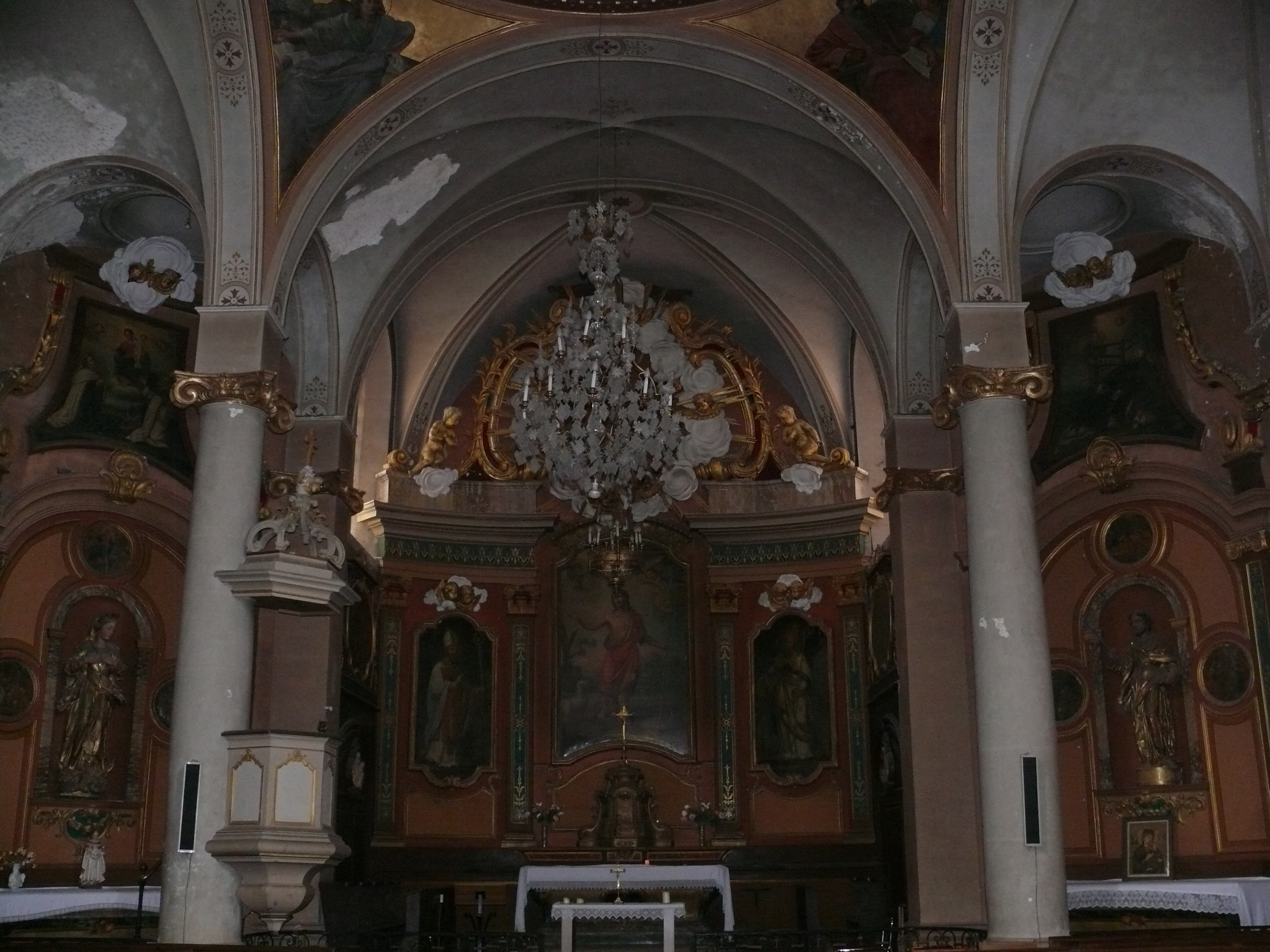
Интерьер церкви Усекновения главы Св. Иоанна Крестителя
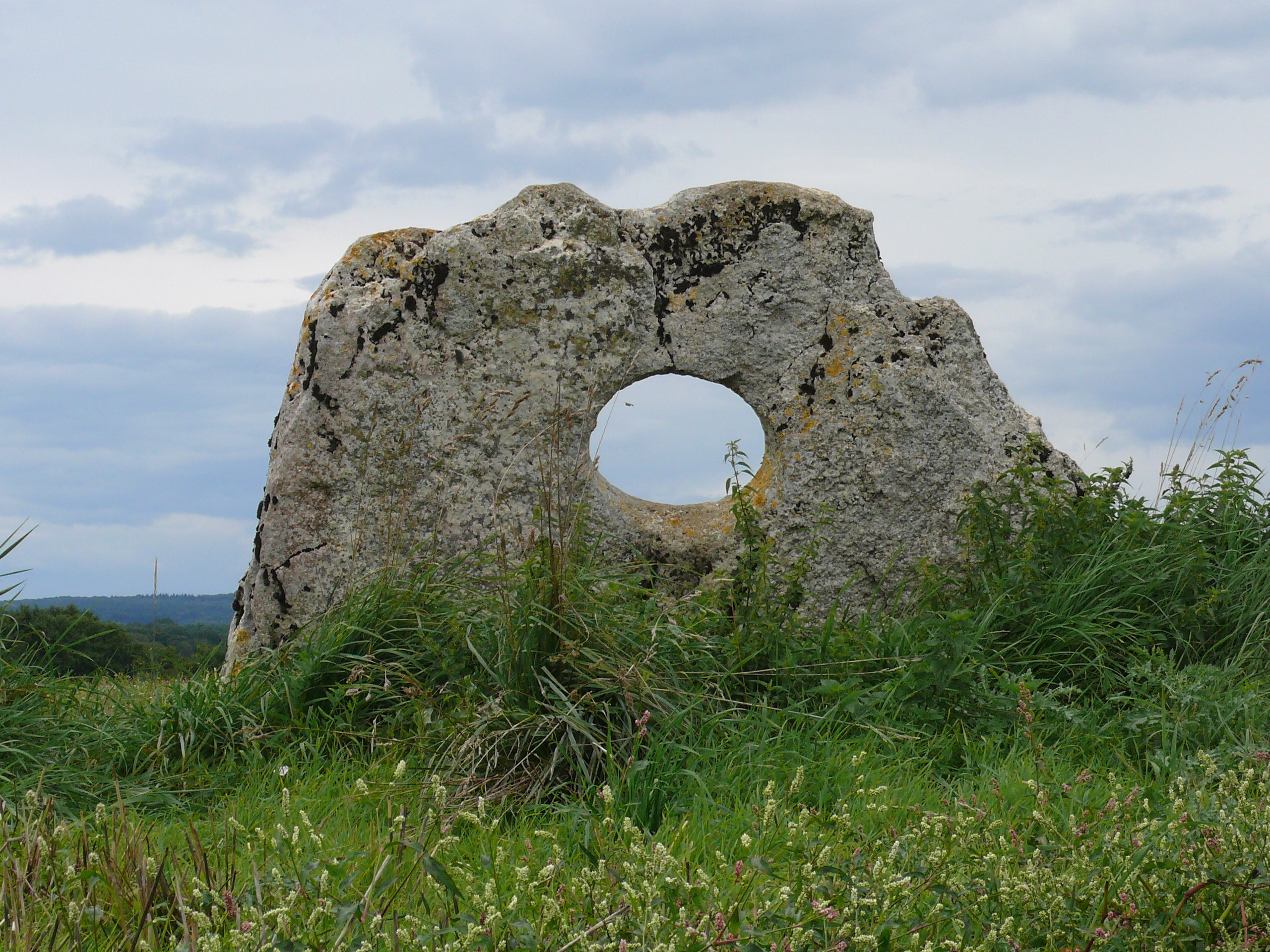
Менгир
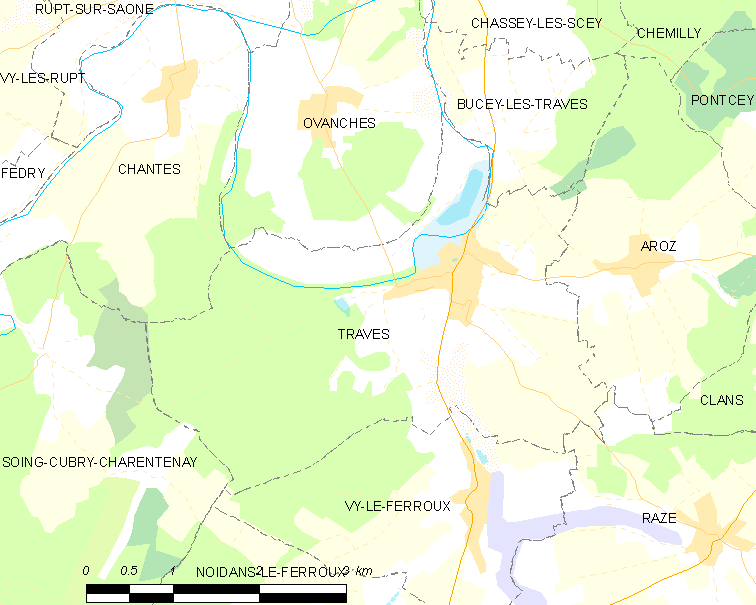
Карта коммуны